# ダニエル・ポヤトス
- ダニエル・ポヤートス
- ダニエル・ポジャートス

ダニエル・ポヤトス（Daniel Poyatos）ことダニエル・ポヤトス・アルガーバ（Daniel Poyatos Algaba、1978年6月23日 - ）は、スペイン・バルセロナ出身のサッカー指導者。

## 監督経歴
2020年7月22日、2年契約でパナシナイコスFCの監督に就任した。しかし、10月に監督を辞任した。
2020年12月24日、徳島ヴォルティスの監督に就任したことが発表された。しかし、2021年1月より新型コロナウイルスの影響で外国籍の選手・監督らの新規入国が制限されたため、しばらく入国することができず、指揮を甲本偉嗣ヘッドコーチに任せた上でスペインからリモートで指導することとなった。その後、3月30日に入国し、クラブ管理による2週間の隔離ののち、4月17日の鹿島戦から指揮を執った。
2022年11月23日、2023年シーズンより、ガンバ大阪の監督に就任することが発表された。
2023年10月27日、2024年シーズンもガンバ大阪のトップチーム監督を続投することが発表された。

## 監督成績
| 年度         | クラブ | 所属   | リーグ戦 | リーグ戦 | リーグ戦 | リーグ戦 | リーグ戦 | リーグ戦 | カップ戦           | 天皇杯    |
| 年度         | クラブ | 所属   | 順位     | 勝点     | 試合数   | 勝       | 分       | 敗       | カップ戦           | 天皇杯    |
| ------------ | ------ | ------ | -------- | -------- | -------- | -------- | -------- | -------- | ------------------ | --------- |
| 2021         | 徳島   | J1     | 17       | 36       | 29       | 8        | 4        | 17       | グループリーグ敗退 | 3回戦敗退 |
| 2022         | 徳島   | J2     | 8        | 62       | 42       | 13       | 23       | 6        | グループリーグ敗退 | 3回戦敗退 |
| 2023         | G大阪  | J1     | 16       | 34       | 34       | 9        | 7        | 18       | ベスト8            | 2回戦敗退 |
| 2024         | G大阪  | J1     | 4        | 66       | 38       | 18       | 12       | 8        | 2回戦敗退          | 準優勝    |
| 2025         | G大阪  | J1     |          |          |          |          |          |          | 3回戦敗退          | 3回戦敗退 |
| リーグ別成績 | J1通算 | J1通算 | -        | 136      | 101      | 35       | 23       | 43       | -                  | -         |
| リーグ別成績 | J2通算 | J2通算 | -        | 62       | 42       | 13       | 23       | 6        | -                  | -         |

＊2021年シーズンは感染症流行で来日が遅れたためJ1 10節から指揮した。